# Clinopodium douglasii
Clinopodium douglasii, comúnmente llamada ajedrea, yerbabuena o hierbabuena, es una hierba aromática perenne perteneciente a la familia de las lamiáceas endémica de Norteamérica.

## Descripción
Es una planta rastrera cuyos tallos purpúreos y semileñosos alcanzan 75 cm de longitud, éstos desarrollan zarcillos a intervalos regulares. 

Las hojas son alternas, ovoides y alargadas, serradas, glabras o glabrescentes, de entre 2 y 4 cm de largo, con superficie ligeramente adhesiva al tacto por la resina que presenta. Las flores son dioicas, axilares, de cáliz tubular, pequeñas y blancas o lavanda; aparecen en el verano boreal, dando lugar al fruto, una nuez, a comienzos del otoño. La polinización es llevada a cabo por insectos. Es fácilmente propagable por semilla y por estolones.

## Distribución y hábitat
Es endémica de América del Norte, donde crece desde California hasta  Columbia Británica. Aunque recibió su nombre probablemente por la similitud de su aroma al de la hierbabuena europea (Mentha spicata), está sólo distantemente emparentada con ésta.

Crece silvestre en casi cualquier terreno, prefiriendo la sombra y los suelos arenosos y bien drenados. Tolera bien la humedad, aunque no la sequía.

## Propiedades
Sus hojas son utilizadas en alimentación para aromatizar y condimentar diversos platos de carne y vegetales. Se consumen también en infusiones, tés y como bebida refrescante.
A pesar de que en grandes dosis puede resultar tóxica en la medicina tradicional de los lugares en los que se desarrolla esta planta es utilizada como panacea. Así a sus hojas se le han otorgado propiedades analgésicas, antisépticas, estimulantes, anticancerígenas, diuréticas, antiespasmódicas y antieméticas. Considerando esto se utiliza para el tratamiento de artritis y dolores articulares, cefaleas, dolor estomacal, indigestión y dolor en los dientes entre otras. Como principios activos presenta pulegona, alcanfor, isomentona, limonena y carvona.

## Sinonimia
- Micromeria douglasii Benth. (1834).
- Satureja douglasii (Benth.) Briq. in H.G.A.Engler & K.A.E.Prantl (1896).
- Thymus chamissonis Benth. (1831).
- Thymus douglasii Benth. (1831).
- Micromeria barbata Fisch. & C.A.Mey. (1842).
- Micromeria chamissonis (Benth.) Greene (1894).[5]